# X2000

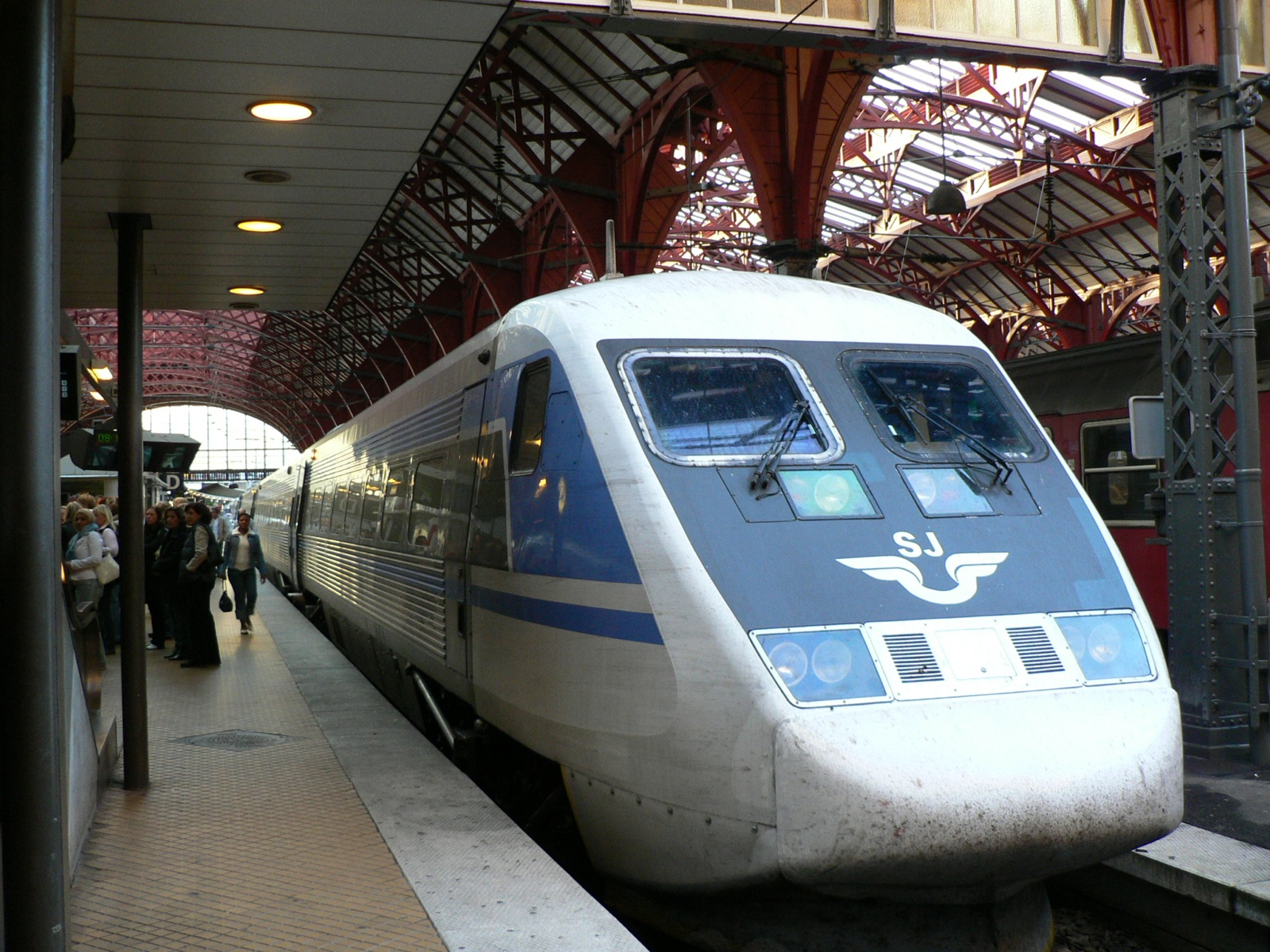
Pociąg X2000 na połączeniu kolejowym pomiędzy Danią i Szwecją, sfotografowany w Kopenhadze 30 września 2005

X2000 – zespół trakcyjny należący do szwedzkiego operatora kolejowego Statens Järnvägar. Wyprodukowano w sumie 43 składy tego typu.

## Historia
Składy X2000 rozpoczęły służbę w 1990 jako luksusowy środek transportu – z wagonami wyłącznie pierwszej klasy oraz posiłkami wliczonymi w cenę biletu. Był wtedy jedynym pociągiem w Szwecji wyposażonym w klimatyzację i pokładowy system audio. Na pokładzie znajduje się bistro, serwujące małe przekąski i dania barowe. Szwecja była trzecim po Włoszech i Wielkiej Brytanii krajem, który miał składy z wychylnym pudłem.
Już w 1995 przeprowadzono pierwszą modernizację polegającą na wprowadzeniu wagonów 2 klasy. W latach 2000–2004 po raz kolejny zmodernizowano składy (7 jednostek) przystosowując je do zasilania prądem 25 kV/50 Hz. Składy te zostały przystosowane do komunikacji z Norwegią i przekazane szwedzko-norweskiej spółce Linx. Spółka ta obsługiwała składami X2000 połączenia Oslo-Göteborg-Malmö- Kopenhaga oraz Oslo-Sztokholm.
W 2005 roku dokonano kolejnej modernizacji, przystosowując je do potrzeb osób niepełnosprawnych. Dodatkowo został zamontowany dostęp do bezprzewodowego internetu oraz retransmitery telefonii GSM.

## Wpływ na kolej w Szwecji
Pociągi X2000 miały bardzo znaczący wpływ na kolej w Szwecji – przyciągnęły wielu pasażerów, co w połączeniu z niskimi kosztami eksploatacji, doprowadziło do wzrostu przewozów pasażerskich przez państwowe koleje SJ AB. To pomogło zwiększyć dochodowość kolei szwedzkich. Rząd Szwecji w roku 1991 rozpoczął znaczną rozbudowę szwedzkiego systemu kolejowego – wydając na ten cel 5-10 miliardów koron szwedzkich rocznie. Program ten jest kontynuowany do dzisiaj, i przynosi wymierne korzyści – między innymi przewozy pasażerskie kolei szwedzkich przekroczyły rekordowy pod tym względem rok 1940. Nowe połączenia od roku 1990 to między innymi: połączenie Szwecji z Danią przez most nad Sundem, połączenie z lotniskiem Arlanda oraz 80 km połączenie na linii Sztokholm – Eskilstuna. X2000 niewątpliwie przyczynił się do rozwoju transportu publicznego w Szwecji.

## Konstrukcja
Zespół trakcyjny składa się z głowicy napędowej, pięciu wagonów doczepnych i wagonu sterowniczego. W mechanizm wychylnego pudła wyposażone są tylko wagony doczepne oraz wagon sterowniczy. Jednostka ma moc 3260 kW i prędkość maksymalną 200 km/h.